# Report on the Scientific Results of the Voyage of H.M.S. Challenger
Report on the Scientific Results of the Voyage of H.M.S. Challenger (abreviado Rep. Voy. Challenger, Bot.) es un libro con ilustraciones y descripciones botánicas que fue escrito por el botánico inglés William Botting Hemsley y publicado en Londres en 2 volúmenes en los años [1884]-1885 con el nombre de Report on the Scientific Results of the Voyage of H.M.S. Challenger during the years 1873-76: under the command of Captain George S. Nares and the late Captain Frank Tourle Thomson; Botany.